# Новая демократическая партия Юкона
Новая демократическая партия Юкона (англ. Yukon New Democratic Party, фр. Nouveau Parti démocratique du Yukon) — канадская социал-демократическая региональная партия, действующая на территории Юкон. Отдел партии федерального уровня. Действующий лидер партии — Кейт Уайт.

## История
Партия впервые сформировала правительство территории под руководством Тони Пеникетта (1985—1992) и под руководством Пирса Макдональда (1996—2000).
Вскоре до мая 2006 года Новая демократическая партия Юкона являлась официальной оппозицией правительству Партии Юкона в Законодательной ассамблее. На выборах 2006 года на Юконе три действующих члена ассамблеи от НДП были переизбраны, однако партия не смогла получить никаких дополнительных мест.
В январе 2009 года член собрания от НДП Джон Эдзерза стал беспартийным, тем самым Новая демократическая партия стала занимать в парламенте всего два места. Позже Эдзерза присоединился к Партии Юкона, от которой он первоначально был избран на выборах в 2002 году.
Член партии в Законодательной ассамблее Тодд Харди умер в июле 2010 года, сократив членство НДП в парламенте до одного места, вместo него пришла тогдашний лидер НДП Элизабет Хэнсон. Ещё один член партии Стив Кардифф погиб в автокатастрофе 7 июля 2011 года, снова сократив партию до одного места в ассамблее.
На выборах 2011 года Новая демократическая партия под руководством Элизабет Хэнсон избрала шесть депутатов для формирования Официальной оппозиции территории. НДП была единственной партией, которая увеличила свою долю голосов избирателей по сравнению с выборами 2006 года.
На выборах 2016 года НДП получила два места и статус третьей партии. На выборах 2021 года партия получила три места.

## Результаты на выборах
| Выборы | Лидер           | %    | Мест     | Изменения | Место |
| ------ | --------------- | ---- | -------- | --------- | ----- |
| 1978   | Фред Бергер     | 20,3 | 1 из 16  | ▲ 1       | ▲ 3   |
| 1982   | Тони Пеникетт   | 35,4 | 6 из 16  | ▲ 5       | ▲ 2   |
| 1985   | Тони Пеникетт   | 41,1 | 8 из 16  | ▲ 2       | ▲ 1   |
| 1989   | Тони Пеникетт   | 41,1 | 9 из 16  | ▲ 1       | ▬ 1   |
| 1992   | Тони Пеникетт   | 35,1 | 6 из 17  | ▼ 3       | ▼ 2   |
| 1996   | Пирс Макдональд | 39,9 | 11 из 17 | ▲ 5       | ▲ 1   |
| 2000   | Пирс Макдональд | 32,8 | 6 из 17  | ▼ 5       | ▼ 2   |
| 2002   | Тодд Харди      | 26,9 | 5 из 18  | ▼ 1       | ▬ 2   |
| 2006   | Тодд Харди      | 23,6 | 3 из 18  | ▼ 2       | ▼ 3   |
| 2011   | Элизабет Хэнсон | 32,6 | 6 из 19  | ▲ 3       | ▲ 2   |
| 2016   | Элизабет Хэнсон | 26,2 | 2 из 19  | ▼ 4       | ▼ 3   |
| 2021   | Кейт Уайт       | 28,2 | 3 из 19  | ▲ 1       | ▬ 3   |

## Лидеры
- Фред Бергер 1978—1981
- Тони Пеникетт 1981—1995
- Пирс Макдональд 1995—2000
- Тревор Хардинг 2000—2001
- Эрик Фэйрклаф 2001—2002
- Тодд Харди 2002—2009
- Элизабет Хэнсон 2009—2019
- Кейт Уайт 2019—настоящее время